# Cpt. Kirk &.
Cpt. Kirk &. est un groupe allemand de rock indépendant, originaire de Hambourg, actif entre 1984 et 2000.

## Histoire
Le groupe est fondé en 1984 par Tobias Levin, Christoph Meier et Matthias Geisler à Pinneberg, dans le Schleswig-Holstein, sous le nom de Cpt. Kirk & His Incredible Lovers. En 1985, un premier morceau sort en tant que contribution au sampler de cassettes Nuvox - Nichts ist sicher, le groupe fait sa première grande apparition en première partie de The Jesus and Mary Chain au marché couvert de Hambourg.
En 1986, le groupe raccourcit son nom, ajoute Wiebke Linneweber aux claviers et produit son premier album Stand Rotes Madrid, avec un mélange de textes en allemand et en anglais. Les enregistrements sont réalisés dans le studio des frères Chris et Carol von Rautenkranz, camarades de classe de Levin et plus tard gérants du label L'Âge d'or. À la fin de l'année, ils ont fait une tournée en Allemagne avec le Gun Club. Ils sont élus meilleur nouveau groupe de 1986 dans les sondages des lecteurs de Spex.
Une maladie nerveuse de Levin oblige le groupe à changer - certains muscles de sa main gauche s'affaiblissent et Levin ne peut plus saisir certains accords. Wiebke Linneweber quitte à nouveau le groupe, Levin joue temporairement avec le groupe Die Erde en 1988-1989 - avec les influences de groupes et de musiciens comme A Tribe Called Quest, Robert Wyatt ou Talk Talk et la décision d'écrire exclusivement des textes en allemand, un son nouveau pour le groupe voit le jour. Ce n'est qu'à partir de 1991 que le groupe recommence à jouer en live, sous le slogan Verfolge den Prozess, Publikum, y compris dans une série de concerts avec Brüllen et Blumfeld, en reprenant des chansons de Robert Wyatt.
Au printemps 1992, après plus de cinq ans de travail, le LP Reformhölle sort. Avec des invités comme Johann Popp aux claviers ou Jochen Distelmeyer au chant et à la trompette, il en résulte un son plus axé sur le piano que sur la guitare et qui s'inspire autant du jazz que de Laughing Stock de Talk Talk. Conjointement à la sortie presque simultanée du premier album de Blumfeld, Ich-Maschine, cet album incite Thomas Groß à créer le terme Hamburger Schule dans un article de taz.de.
Un dernier album, Round About Wyatt, est sorti en 1994. Cette coproduction avec le groupe autrichien The More Extended Versions contient de nombreuses reprises et tournait autour de l'œuvre de Robert Wyatt. En 2000, une courte tournée en Allemagne a lieu, au cours de laquelle le groupe présente également de nouveaux morceaux, mais une sortie annoncée pour fin 2002 n'a pas eu lieu.

## Accueil
Cpt. Kirk &. est considéré comme l'un des « groupes clés de la Hamburger Schule », qui a influencé aussi bien Blumfeld, Die Sterne que Tocotronic. Le premier album Stand Rotes Madrid est considéré comme « l'un des classiques de la Hamburger Schulee ».
Dans une rétrospective pour Die Zeit, Andi Schoon qualifie en 2006 le LP Reformhölle de son disque préféré, un « colosse créateur de style », et le décrit en ces termes : « La voix aiguë de Levin prend le changement en vol plané, elle brouille la structure et étire les métriques. En plus, la basse joue de larges arcs et la batterie mène son propre jeu déchaîné ». Il les caractérise comme « rock underground [...] avec un riche arrière-plan historique [...] Du jazz est empruntée la section rythmique émancipée, dans le chant apparaissent des phrasés hip-hop, certains passages au piano rappellent la musique minimale, en plus de cela bruisse une mer de mélodies romantiques ».
Birgit Reuther décrit l'album de 2017 comme « un point de référence permanent pour tous les musiciens qui aiment penser hors des sentiers battus en matière de son et de poésie ».

## Discographie

### Albums
- 1986 : Stand Rotes Madrid (LP, CD)
- 1991 : Geldunter (vinyle)
- 1992 : Reformhölle (LP, CD)
- 1994 : Round About Wyatt (avec The More Extended Versions) (CD)

### Apparitions
- 1985 : Heavenly Kick for Paradise sur Nuvox – Nichts ist sicher (indépendant)
- 1987 : Windfall sur Gore Night Show (WhiteNoise)
- 1990 : Bad Saalschlacht sur Geräusche für die 90er (What's So Funny About)
- 1992 : Draußen ist freundlich sur Eine eigene Gesellschaft mit eigener Moral (What’s So Funny About)
- 1995 : Puscher sur Sturm und Twang! (Big Cat Records)